# Indoariske sprog
De indoariske sprog er sprog, som nedstammer fra sanskrit eller sprog, som var nært beslægtet med sanskrit. De indoariske sprog er indoiranske, indoeuropæiske sprog.

## Historisk udvikling
Den tidligste kendte form er vedisk, det sprog som de hinduiske skrifter Vedaerne er skrevet på. Det er usikkert hvornår Vedaerne er nedskrevet, men kan være sket før 1500 f.Kr.
Omkring 5. århundrede f.Kr. lavede Panini en omfattende beskrivende grammatik af sanskrit som på det tidspunkt havde udviklet sig noget fra det vediske sprog. Denne beskrivelse virkede konserverende på skriftsproget som blev bevaret som det vi i dag kender som klassisk sanskrit. Imidlertid fortsatte udviklingen af det talte sprog, og omkring 6. århundrede var talt sanskrit en sjældenhed idet det i det store og hele var erstattet af dets efterkommere, prakriterne. Disse sprog har fælles oprindelse i sanskrit, men er ikke nødvendigvis gensidigt forståelige.
Næste udviklingstrin efter prakriterne fra omkring 5. århundrede til 10. århundrede kaldes apabhransha. I perioden kom et stigende antal tekster på apabhransha-sprogene. Den første tekst på hvad der betegnes som hindi, er datereret til 930'erne.
Fra det 13. århundrede bidrog muslimske invasioner i Indien til sprogudviklingen. Under stormogulernes styre i det 16. århundrede var persisk regeringssproget i Indien. Dette betød at der blev optaget mange persiske – og gennem det persiske også arabiske – elementer i de sene apabhransha-sprog og det tidlige stabiliserende hindi.
Ud over hindi, begyndte også en række andre sprog at udvikle sig fra apabhransha-sprogene: gujarati, marathi, bengali, punjabisk og mange andre.
I de hindi-talende områder var hovedformen braj-bhasha som stadig tales i dag, men den position blev overtaget af khari boli-dialekten i det 19. århundrede. En stor del af ordforrådet i de sene apabhransha og hindiske sprog er afledt af persisk og arabisk, og sproget som stormogul-perioden resulterede i, kaldtes urdu.
Sådan forblev situationen indtil Indiens deling i 1947. Urdu blev da erstattet af hindi som officielt sprog i Indien, og man begyndte at erstatte mange af de indlånte persiske og arabiske ord med sanskrit-ord for at gøre sproget mere "indisk". Overgangen mellem urdu som blev officielt sprog i det nyoprettede Pakistan, og hindi er stadig flydende med stærkt persisk-påvirket urdu i den ene ende af skalaen og stærkt sanskrit-iseret hindi i den anden ende. De fleste talende bruger mellemformer mellem disse yderpunkter. Indtil delingen i 1947 blev ordet hindustani brugt som en fællesbetegnelse for hindi og urdu.

## Vigtige indoariske sprog med omtrentligt antal talende
- Centrale sprog
  - Hindi (over 250 millioner)
  - Urdu (over 45 millioner)
  - Gujarati (over 35 millioner)
  - Romani (4 millioner)

- Østlige sprog
  - Bengali (185 millioner)
  - Oriya (under 30 millioner)
  - Assamesisk (over 12 millioner)
  - Bihari (Fælles navn for bhojpuri, maithili og magahi) (over 35 millioner)

- Nordlige sprog
  - Nepalesisk (14 millioner)

- Nordvestlige sprog
  - Punjabisk (over 90 millioner)
  - Sindhi (over 15 millioner)
  - Kashmirisk (over 3 millioner)

- Singalesiske-maldiviske sprog
  - Singalesisk (13 millioner)
  - Maldivisk (200.000)

- Sydlige sprog
  - Marathi (60 millioner)
  - Konkani (2 millioner)

- Uklassificerede sprog
  - Vedisk
  - Sanskrit
  - Pali (prakrit, buddhistisk religiøst sprog)